# 심해 (음반)
《심해》(深海 신카이[*])는 1996년 6월 24일에 발매된 Mr.Children의 다섯 번째 정규 음반이다. 토이즈 팩토리를 통해 발매됐다.

## 개요
이전 음반인 《Atomic Heart》로부터 약 1년 10개월 만에 발매된 음반으로, Mr.Children의 첫 콘셉트 음반이다. 1995년 12월 말부터 1996년 4월 초까지 뉴욕에서 제작됐다.
1994년부터 1995년에 발매되어 모두 밀리언셀러를 기록하며 '미스치루 현상'을 야기한 싱글인 〈Tomorrow never knows〉, 〈everybody goes ~지쓰조노 나이 겐다이니 드롭킥~〉, 〈es ~Theme of es~〉, 〈시소게임 ~유칸나코이노우타~〉는 이 음반의 주제에 맞지 않는다는 이유로 수록되지 않았으며, 다음 음반인 《Bolero》에 수록됐다.
총 판매량은 이전 음반보다 감소했으나 발매 당시 음반 차트에서 발매 첫 주 판매량 역대 1위를 기록했다.

## 수록곡
1. Dive
2. 실러캔스 (シーラカンス)
3. 데가미 (手紙)
4. 아리후레타 Love Story ~단조몬다이와 이쓰모멘도다~ (ありふれた Love Story ～男女問題はいつも面倒だ～)
5. Mirror
6. Making Songs
7. 나모나키우타 (名もなき詩)
8. So Let's Get Truth
9. 린지뉴스 (臨時ニュース 임시 뉴스[*])
10. 머신건오 붓파나세 (マシンガンをぶっ放せ)
11. 유리카고노 아루 오카카라 (ゆりかごのある丘から)
12. 도리코 (虜)
13. 하나 -Mémento Mori- (花 꽃[*])
14. 신카이 (深海 심해[*])

## 차트 순위
| 차트                      | 최고 순위 | 판매량 |
| ------------------------- | --------- | ------ |
| 오리콘 주간 음반          | 1         |        |
| 오리콘 연간 음반 (1996년) | 6         |        |
| 오리콘 역대 음반          | 31        |        |

| 기관        | 인증     | 출하수     |
| ----------- | -------- | ---------- |
| 일본 (RIAJ) | 2 밀리언 | 2,000,000+ |